# سی پی-۱۵۴٬۵۲۶
سی پی-۱۵۴٬۵۲۶ (به انگلیسی: CP-154,526) با فرمول شیمیایی C23H32N4 یک ترکیب شیمیایی با شناسه پاب‌کم 5460740 است. که جرم مولی آن ۳۶۴٫۵۲۶۹۸ گرم بر مول می‌باشد. 